# جنسن ۵۹۰۰
سیارک ۵۹۰۰ (به انگلیسی: 5900 Jensen، نامگذاری:1986TL) پنج هزار و نهصدمین سیارک کشف شده‌است که در ۳ اکتبر ۱۹۸۶ کشف شد.
قدر مطلق سیارک برابر ۱۲٫۱۰ است.